# Live Nude Girls
Live Nude Girls é um filme de comédia dramática norte-americano de 1995, estrelado por Dana Delany, Kim Cattrall, Cynthia Stevenson, Laila Robins, Olivia d'Abo, entre outros. O filme escrito e dirigido por Julianna Lavin, desempenha o papel de uma personagem secundária.[carece de fontes?]

## Elenco
- Dana Delany – Jill
- Kim Cattrall – Jamie
- Cynthia Stevenson – Marcy
- Laila Robins – Rachel
- Lora Zane – Georgina
- Olivia d'Abo – Chris
- Glenn Quinn – Randy
- Tim Choate – Jerome
- Jeremy Jordan – Jeffery
- Vaginal Davis
- Simon Templeman – Bob
- Julianna Lavin
- Jerry Spicer
- Joshua Beckett – Richard Silver
- Brian Markinson – amigo de Jerome